# أنطونيو كارلوس (سانتا كاتارينا)
أنطونيو كارلوس، سانتا كاتارينا هي بلدية في ولاية سانتا كاتارينا في المنطقة الجنوبية من البرازيل .

## لغة محلية
تتحدث مجموعة محلية متنوعة بلهجة Hunsrückisch (انظر: اللغات الجرمانية الغربية ) وهي جزء من تاريخ هذه المنطقة منذ أيام رائدة منذ حوالي قرنين من الزمان. Hunsrückisch هي لغة مشتركة في هذه البلدية. في مكان آخر، في الغالب في الجزء الغربي من ولاية سانتا كاتارينا، ولكن بشكل خاص في ولاية ريو غراندي دو سول المجاورة، فإن اللهجة الألمانية السائدة هي مجموعة ريوجراندينس هونسروكيش من نفس المجموعة اللغوية. (راجع أيضًا: اللغة الألمانية في ولاية بنسلفانيا ، مجموعة متنوعة من المفهومين باللغة الألمانية يتحدث بها في الولايات المتحدة وكندا ).